# 马尔多罗之歌
《马尔多罗之歌》是一部散文作品，由六个部分（“诗”）组成，并于1869年由伊西多尔·杜卡斯（笔名洛特雷阿蒙）发表。这本书不讲述一个单一的连贯故事，而是由一系列情节构成，主角是邪恶的马尔多罗。
马尔多罗之歌中的诗一由作者在1868年发表，整部作品第二年在比利时印行。出版商阿尔伯特·拉克鲁瓦不敢销售该书，害怕诉讼。
马尔多罗之歌对后来的法国象征主义、达达主义和超现实主义产生重大的影响。有几个版本的书附有法国象征主义画家奥迪隆·雷东的版画。超现实主义画家萨尔瓦多·达利也为该书的一个版本作过插画。